# Василий Семёнович Красный
Василий Семёнович Красный (ок. 1410 — после 1448) — государственный деятель Великого княжества Литовского, представитель княжеского рода Друцких, наместник витебский с 1431 года.

## Биография
Представитель княжеского рода Друцких собственного герба. Сын князя Семёна Дмитриевича Друцкого (ум. после 1422), вассала великого князя литовского Витовта Кейстутовича. Братья — князья Иван Баба, Иван Путята, Дмитрий Секира Зубравицкий, Михаил Болобан и Григорий Друцкие.
Упоминается в исторических документах в 1431 году как наместник витебский. Во время гражданской войны в Великом княжестве Литовском (1432—1438) князь Василий Семёнович Красный вместе со своими братьями поддерживал свергнутого великого князя литовского Свидригайло Ольгердовича в борьбе против Сигизмунда Кейстутовича.
В 1432 году Василий Семёнович Друцкий участвовал на стороне Свидригайло в битве под Ошмянами, где вместе с братом Дмитрием Секирой был взят в плен.
Был женат на сестре удельного верховского князя Фёдора Львовича Воротынского, от брака с которой имел сына Ивана.